# Суперкуп Мађарске у фудбалу
Суперкуп Мађарске у фудбалу (мађ. Magyar labdarúgó-szuperkupa) је фудбалски турнир који се играо сваке године у Мађарској између шампиона Лиге и шампиона Купа. Такмичење је почело 1992. године, и поред тога што се током 1990-их није наставило, пошто клубови који су учествовали често нису постигли договор о одређивању датума одигравања утакмице због згуснутог распореда, турнир је настављен 2002. године и трајао је до 2016. године, када је Ференцварош освојио лигу и куп па се није играло и такмичење је прекинуто. Суперкуп је организовао Фудбалски савез Мађарске.

## Историја
Куп је основан 1992. године, али није одржаван у периоду између 1995. и 2002. године. Утакмица која је била планирана за 1998. годину такође није одржана, али пошто је требало да се понови пар неодржаних финала купа, МЛС је одустала од органиовања (отказала утакмице). 
У почетку је играна само једна утакмица суперкупа, затим од 2005. до 2008. су игране по две утакмице (2008. је био само један меч, пошто је МТК Будимпешта отказао домаћи меч), а од 2009. поново је одлучивао један меч. Ако су шампион и освајач купа исти тим, Суперкуп се аутоматски осваја, што је Ференцварош и урадио три пута 1995, 2004. и 2016. године. (1997. МТК је постао шампион и победник купа, али није добио Суперкуп). Године 2010. ово је промењено: Дебрецин је освојио и првенство и куп, али је Спорт ТВ инсистирала на мечу, па је противник био Видеотон, другопласирани на првенству. Слична ситуација је била и 2012. године, са иста два тима. Претходни пропис (једна финална       утакмица), који је први пут примењен тек 2016. године, званично је био враћен 2013. године. У лето 2017. суперкуп није одржан.

## Утакмице и сезоне
| Година    | Шампион        | резултат                     | Финалиста                    | Стадион                                            | Гледалаца   |
| --------- | -------------- | ---------------------------- | ---------------------------- | -------------------------------------------------- | ----------- |
| 1992      | Ујпешт         | 3 : 1                        | Ференцварош                  | Непштадион, Будимпешта                             | 12.000      |
| 1993      | Ференцварош    | 2 : 1                        | Хонвед Будимпешта            | Непштадион, Будимпешта                             | 20.000      |
| 1994      | Ференцварош    | 2 : 1                        | Вац                          | Непштадион, Будимпешта                             | 8.000       |
| 1995      | Ференцварош    | Ференцварош, (Лига и Куп)    | Ференцварош, (Лига и Куп)    | Ференцварош, (Лига и Куп)                          |             |
| 1996      | Није играно    | Није играно                  | Није играно                  | Није играно                                        |             |
| 1997      | МТК Будимпешта | МТК Будимпешта, (Лига и Куп) | МТК Будимпешта, (Лига и Куп) | МТК Будимпешта, (Лига и Куп)                       |             |
| 1998-2001 | Није играно    | Није играно                  | Није играно                  | Није играно                                        |             |
| 2002      | Ујпешт         | 3 : 1                        | Залаегерсег                  | Градски стадион, Шиофок                            | 6.000       |
| 2003      | МТК Будимпешта | 2 : 0                        | Ференцварош                  | Ференц Пушкаш, Будимпешта                          | 3.000       |
| 2004      | Ференцварош    | Ференцварош, (Лига и Куп)    | Ференцварош, (Лига и Куп)    | Ференцварош, (Лига и Куп)                          |             |
| 2005      | Дебрецин       | 2 : 4 3 : 0                  | Шопрон                       | Капосташ утца, Шопрон Габор Олах ут, Дебрецин      | 2.000 6.000 |
| 2006      | Дебрецин       | 1 : 0 2 : 1                  | Видеотон                     | Шошто 1967., Секешфехервар Габор Олах ут, Дебрецин | 3.000 8.000 |
| 2007      | Дебрецин       | 1 : 1 3 : 0                  | Хонвед Будимпешта            | Јожеф Божик, Будимпешта Габор Олах ут, Дебрецин    | 2.500 7.000 |
| 2008      | МТК Будимпешта | 0 : 0 (3 : 2 пен.)           | Дебрецин                     | Габор Олах ут, Дебрецин                            | 5.000       |
| 2009      | Дебрецин       | 1 : 0                        | Хонвед Будимпешта            | Градски стадион, Шиофок                            | 1.000       |
| 2010      | Дебрецин       | 1 : 0                        | Видеотон                     | Габор Олах ут, Дебрецин                            | 1.500       |
| 2011      | Видеотон       | 1 : 0                        | Кечкемет                     | Стадион Секто, Кечкемет                            | 5.000       |
| 2012      | Видеотон       | 1 : 1 (5 : 3 пен.)           | Дебрецин                     | Шошто 1967., Секешфехервар                         | 5.000       |
| 2013      | Ђер            | 3 : 0                        | Дебрецин                     | Ференц Пушкаш, Будимпешта                          | 2.000       |
| 2014      | Ујпешт         | 0 : 0 (5 : 4 пен.)           | Дебрецин                     | Ференц Пушкаш, Будимпешта                          | 2.000       |
| 2015      | Ференцварош    | 3 : 0                        | Видеотон                     | Шошто 1967., Секешфехервар                         | 3.679       |
| 2016      | Ференцварош    | Ференцварош, (Лига и Куп)    | Ференцварош, (Лига и Куп)    | Ференцварош, (Лига и Куп)                          |             |

У следећој табели су наведена сва досадашња нетрадиционална финала Суперкупа Мађарске.
| Година | Победник лиге и купа | Другопласирани лиге | Резултат            | Стадион       | Гледалаца |
| ------ | -------------------- | ------------------- | ------------------- | ------------- | --------- |
| 2010   | Дебрецин             | Видеотон            | 1 : 0               | Олах Габор ут | 1.500     |
| 2012   | Дебрецин             | Видеотон            | 1 : 1 (Пен.: 3 : 5) | Шошто 1967.   | 5.000     |

## Статистика

### Освојени трофеји по клубу
| Екипа             | Шампион                                | Финалиста                  |
| ----------------- | -------------------------------------- | -------------------------- |
| Ференцварош       | 6 (1993, 1994, 1995, 2004, 2015, 2016) | 2 (1992, 2003)             |
| Дебрецин          | 5 (2005, 2006, 2007, 2009, 2010)       | 4 (2008, 2012, 2013, 2014) |
| Ујпешт            | 3 (1992, 2002, 2014)                   |                            |
| МТК Будимпешта    | 3 (1997, 2003, 2008)                   |                            |
| Видеотон          | 2 (2011, 2012)                         | 3 (2006, 2010,2015)        |
| Ђер               | 1 (2013)                               |                            |
| Хонвед Будимпешта |                                        | 3 (1993, 2007, 2009)       |
| Шопрон            |                                        | 1 (2005)                   |
| Залаегерсег       |                                        | 1 (2002)                   |
| Вац               |                                        | 1 (1994)                   |

- Од 6. титула за Ференцварош три (1995, 2004, 2016) су додељене без борбе пошто је Ференцварош освојио дуплу круну (првак лиге и шампион мађарског купа)
- Од 3. титуле за МТК Будимпешта једна (1997) је додељена без борбе пошто је МТК Будимпешта освојио дуплу круну (првак лиге и шампион мађарског купа)

### Стадиони
| Стадион                            | # | Година                             |
| ---------------------------------- | - | ---------------------------------- |
| Стадион Ференц Пушкаш (Непштадион) | 6 | 1992, 1993, 1994, 2003, 2013, 2014 |
| Олах Габор ут                      | 5 | 2005, 2006, 2007, 2008, 2010       |
| Стадион Шошто                      | 3 | 2006, 2012, 2015                   |
| Градски стадион                    | 2 | 2002, 2009                         |
| Стадион Јожеф Божик                | 1 | 2007                               |
| Стадион Капосташ утца              | 1 | 2005                               |
| Стадион Секто                      | 1 | 2011                               |

## Спољашње референце
- „Hungary - List of Super Cup Finals”. RSSSF. Приступљено 9. 5. 2012.
- Било је све само не супер, али пехар је Ујпештов;
- Званичнa страница савеза